# Dziwogon aldabrański
Dziwogon aldabrański (Dicrurus aldabranus) – gatunek średniej wielkości ptaka z rodziny dziwogonów (Dicruridae).

## Systematyka
Gatunek ten opisał w 1893 roku Robert Ridgway, nadając mu nazwę Buchanga aldabrana. Nie wyróżnia się podgatunków.

## Występowanie
Dziwogon aldabrański jest gatunkiem endemicznym na Seszelach. Występuje na archipelagu Aldabra. Zajmuje obszar około 150 km². Preferuje zarośla oraz namorzyny.

## Charakterystyka

### Morfologia
Osiąga masę od 40 do 53 g i mierzy około 23 cm. Ma zwykle czarne upierzenie i rozwidlony ogon. Czasami ma kępę piór nad dziobem. Młode najczęściej są jasnoszare. 

### Dieta
Żywią się głównie owadami oraz niewielkimi kręgowcami. Polują również na jaja innych ptaków oraz pisklęta. Zjadają również martwe potomstwo.

### Rozmnażanie
Zakłada gniazda zwykle w lasach namorzynowych, na wysokich drzewach na wysokości od 2 m do 8 m. Gniazdo ma kształt misy wykonanej z cienkich gałęzi. Jego sezon lęgowy trwa od października do maja. Składa od 1 do 3 jaj. Jaja wysiadywane są około 2,5 tygodnia. Po kolejnych 15–19 dniach młodym osobnikom wyrastają pióra. Są w pełni zależne od rodziców przez kilka tygodni po opierzeniu. Dorosłe zajmują się młodymi do następnego sezonu lęgowego.

## Status
W Czerwonej księdze gatunków zagrożonych IUCN dziwogon aldabrański jest uznawany za gatunek bliski zagrożenia (NT, ang. Near Threatened). Według danych z 2016 roku jego populacja liczy około 1000 dorosłych osobników i jest stabilna.